# Il mio sogno più grande
(Tagline del film)
Il mio sogno più grande (Gracie) è un film del 2007 diretto da Davis Guggenheim.
Il film ruota attorno alla passione di una quindicenne, interpretata da Carly Schroeder, per il calcio.
Il film è stato distribuito in Italia a partire dal 18 luglio 2008.

## Trama
La quindicenne liceale Gracie Bowen, si sente poco apprezzata nella sua famiglia composta prevalentemente da uomini. Figlia di un ex calciatore professionista e con tre fratelli legati dalla passione per il calcio, l'unico per cui prova una smisurata stima è il maggiore dei fratelli, Johnny.
Ma una tragedia immane si abbatte sulla famiglia Bowen, Johnny, con una carriera promettente di fronte, perde la vita in un incidente stradale, gettando la famiglia nella disperazione. Gracie non si farà abbattere e grazie alla sua tenacia, combatterà contro il parere di amici e genitori per realizzare il sogno del fratello scomparso, così si sottoporrà ad estenuanti allenamenti, per sconfiggere ogni pregiudizio, sul fatto che una ragazza possa competere in un ambito sportivo prevalentemente maschile.
Gracie, anche a rischio di compromettere il suo rendimento scolastico, combatterà per realizzare il sogno del fratello di entrare in prima squadra e segnare il gol della vittoria sulla squadra rivale.

## Curiosità
- Tra gli autori ed interpreti del film, vi è Andrew Shue, attore reso celebre dal serial Melrose Place, con un passato da calciatore professionista, infatti per qualche tempo ha militato nei Los Angeles Galaxy.
- Il film si può considerare come una produzione familiare, visto che il regista Davis Guggenheim è marito di Elisabeth Shue e cognato di Andrew Shue.
- La famiglia rappresentata nel film è stata basata sulla reale famiglia Shue, infatti Elizabeth, fin da piccola, giocava a calcio con gli altri fratelli Andrew, John e William. Quest'ultimo morì in un incidente stradale proprio nel 1978, anno nel quale è ambientato il film.
- Così come nel film, tutta la famiglia Shue, a calcio, indossava il numero 7, lo stesso numero che indossava il padre quando era capitano della squadra del College di Harvard nel 1958.